# Isomérie cis-trans
Pour les articles homonymes, voir Cis.
En chimie organique, les préfixes cis et trans servent à préciser la configuration géométrique d'une molécule en spécifiant si, par rapport à la chaine principale de la molécule décrite, les principaux groupes fonctionnels sont situés du même côté (cis-,  « ensemble » en latin) ou au contraire de part et d'autre (trans-, « à travers » en latin). Les deux configurations cis- et trans- sont donc diastéréoisomères.
Pour la détermination cis/trans, la priorité des substituants est définie selon leur encombrement stérique, et non selon la nomenclature Cahn-Ingold-Prelog.
Une molécule est dite « trans » si les groupes prioritaires se trouvent de part et d'autre de la double liaison carbone-carbone ; une molécule est dite « cis » par la présence des groupes prioritaires du même côté de la double liaison carbone-carbone ; un exemple d'alcène en C4 présentant l'isomérie cis/trans est le β-butylène (aussi appelé but-2-ène).

(Z)-butène ou (Z)-but-2-ène ou cis-but-2-ène.
(E)-butène ou (E)-but-2-ène ou trans-but-2-ène.

Les composés alicycliques peuvent aussi présenter l'isomérie cis/trans ; exemples : p-menthane, 1,2-diaminocyclohexane.
L'isomérie Z/E est quant à elle basée selon la nomenclature Cahn-Ingold-Prelog (qui fait intervenir le numéro atomique Z). Donc un composé cis n'est pas toujours Z (même si c'est très souvent le cas) et vice versa ; exemple : le cis-2-chlorobut-2-ène est aussi le (E)-2-chlorobut-2-ène.